# Іткуловська 1-ша сільська рада
Ітку́ловська 1-ша сільська рада (рос. Иткуловский 1-й сельский совет) — муніципальне утворення у складі Баймацького району Башкортостану, Росія. Адміністративний центр — село 1-е Іткулово.

## Історія
5 листопада 1980 року із частини сільради була утворена Яратовська сільська рада.

## Населення
Населення — 1299 осіб (2019, 1416 в 2010, 1653 в 2002).

## Склад
До складу поселення входять такі населені пункти:
| Населений пункт       | Населення, осіб (2002) | Населення, осіб (2010) |
| --------------------- | ---------------------- | ---------------------- |
| 1-е Іткулово, село    | 1071                   | 926                    |
| Гадельбаєво, присілок | 347                    | 309                    |
| Шулька, хутір         | 235                    | 181                    |